# Доктор Стрэндж: В мультивселенной безумия (саундтрек)
«До́ктор Стрэндж: В мультивселе́нной безу́мия» (оригинальный саундтрек) — альбом саундтреков к фильму «Доктор Стрэндж: В мультивселенной безумия» (2022) от Marvel Studios. Музыка была написана американским композитором Дэнни Эльфманом. Альбом саундтреков был выпущен лейблом Hollywood Records 4 мая 2022 года.

## Разработка
Композитор фильма «Доктор Стрэндж» (2016) Майкл Джаккино должен был вернуться для работы над сиквелом к октябрю 2019 года, когда Скотт Дерриксон был ещё режиссёром проекта. После того как Сэм Рэйми занял его место, в качестве композитора был нанят Дэнни Эльфман; Эльфман ранее работал с Рэйми над фильмами «Человек тьмы» (1990), «Человек-паук» (2002), «Человек-паук 2» (2004) и «Оз: Великий и Ужасный» (2013). Эльфман сказал, что он будет ссылаться на тему «Доктора Стрэнджа» Джаккино так же, как он использовал тему Алана Сильвестри из фильма «Мстители» (2012) при работе над фильмом «Мстители: Эра Альтрона» (2015). К февралю 2021 года Эльфман начал работать над музыкой, которая будет использоваться во время съёмок, но не приступал к работе над фактической музыкой к фильму в течение нескольких месяцев. В январе 2022 года Эльфман сообщил, что вместе со своим частым соавтором Стивом Бартеком работает над завершением саундтрека через Zoom, в том числе участвует в дирижировании оркестром. Полный альбом был выпущен 4 мая.

## Трек-лист
Вся музыка написана композитором Дэнни Эльфманом.
| №                   | Название                      | Длительность |
| ------------------- | ----------------------------- | ------------ |
| 1.                  | «Multiverse of Madness»       | 2:37         |
| 2.                  | «On the Run»                  | 2:17         |
| 3.                  | «Strange Awakens»             | 0:47         |
| 4.                  | «The Apple Orchard»           | 3:18         |
| 5.                  | «Are You Happy»               | 1:08         |
| 6.                  | «Gargantos»                   | 2:50         |
| 7.                  | «Journey with Wong»           | 1:44         |
| 8.                  | «Home?»                       | 4:08         |
| 9.                  | «Strange Statue»              | 1:43         |
| 10.                 | «The Decision Is Made»        | 1:14         |
| 11.                 | «A Cup of Tea»                | 3:58         |
| 12.                 | «Discovering America»         | 0:47         |
| 13.                 | «Grab My Hand»                | 1:14         |
| 14.                 | «Battle Time»                 | 3:11         |
| 15.                 | «Not a Monster»               | 2:38         |
| 16.                 | «Forbidden Ground»            | 2:29         |
| 17.                 | «Tribunal»                    | 2:13         |
| 18.                 | «They’re Not Coming Back»     | 1:00         |
| 19.                 | «Stranger Things Will Happen» | 2:56         |
| 20.                 | «Buying Time»                 | 3:39         |
| 21.                 | «Book of Vishanti»            | 2:45         |
| 22.                 | «Looking for Strange»         | 1:38         |
| 23.                 | «Strange Talk»                | 3:32         |
| 24.                 | «Lethal Symphonies»           | 1:48         |
| 25.                 | «Getting Through»             | 5:34         |
| 26.                 | «Only Way»                    | 2:51         |
| 27.                 | «Trust Your Power»            | 2:54         |
| 28.                 | «They’ll Be Loved»            | 3:59         |
| 29.                 | «Farewell»                    | 2:29         |
| 30.                 | «An Interesting Question»     | 3:13         |
| 31.                 | «Main Titles»                 | 2:36         |
| 32.                 | «An Unexpected Visitor»       | 0:32         |
| Общая длительность: | Общая длительность:           | 1:01:25      |

| №   | Название                      | Длительность |
| --- | ----------------------------- | ------------ |
| 1.  | «Multiverse of Madness»       | 2:37         |
| 2.  | «On the Run» ()               | 2:17         |
| 3.  | «Strange Awakens»             | 0:47         |
| 4.  | «The Apple Orchard»           | 3:18         |
| 5.  | «Are You Happy»               | 1:08         |
| 6.  | «Gargantos» ()                | 2:50         |
| 7.  | «Journey with Wong»           | 1:44         |
| 8.  | «Home?»                       | 4:08         |
| 9.  | «Strange Statue» ()           | 1:43         |
| 10. | «The Decision Is Made»        | 1:14         |
| 11. | «A Cup of Tea»                | 3:58         |
| 12. | «Discovering America»         | 0:47         |
| 13. | «Grab My Hand»                | 1:14         |
| 14. | «Battle Time» ()              | 3:11         |
| 15. | «Not a Monster»               | 2:38         |
| 16. | «Forbidden Ground»            | 2:29         |
| 17. | «Tribunal»                    | 2:13         |
| 18. | «Illuminati vs. Wanda»        | 2:47         |
| 19. | «They're Not Coming Back»     | 1:00         |
| 20. | «Stranger Things Will Happen» | 2:56         |
| 21. | «Buying Time»                 | 3:39         |
| 22. | «Book of Vishanti»            | 2:45         |
| 23. | «Looking for Strange»         | 1:38         |
| 24. | «Strange Talk»                | 3:32         |
| 25. | «Lethal Symphonies»           | 1:48         |
| 26. | «Getting Through»             | 5:34         |
| 27. | «Only Way»                    | 2:51         |
| 28. | «Trust Your Power»            | 2:54         |
| 29. | «They'll Be Loved»            | 3:59         |
| 30. | «Farewell»                    | 2:29         |
| 31. | «An Interesting Question»     | 3:13         |
| 32. | «Main Titles»                 | 2:36         |
| 33. | «An Unexpected Visitor»       | 0:32         |
| 34. | «Illuminati»                  | 2:13         |
| 35. | «Wanda at Home» ()            | 1:06         |

## Дополнительная музыка
В фильме присутствует последовательность «музыкальной битвы» между Стрэнджем и его искаженным «Даркхолдом» двойником, которая звучит в треке «Lethal Symphonies»: В сцене перемешаны фрагменты Симфонии № 5 до минор Людвига ван Бетховена и Токкаты и фуги ре минор Иоганна Себастьяна Баха, первоначально включавшая дополнительные фрагменты классической музыки, пока Фейдж не предложил Эльфману поставить Бетховена против Баха. Она был полностью завершен во время пересъемок фильма. Джулиан Хиллард и Джетт Клайн исполняют оригинальную песню под названием «The Ice Cream Song», которую придумал Эльфман, а слова написал Уолдрон.
В дополнение к теме «Доктора Стрэнджа» Джаккино, в партитуре также звучат темы из сериала «Ванда/Вижн» (2021), написанные Робертом Лопесом и Кристен Андерсон-Лопес, мультсериала «Люди Икс» 1990-х годов, а также «Captain America March» Сильвестри из фильма «Первый мститель» (2011).

## Комментарии
1. 1 2 3 4  В этом треке использована тема Майкла Джаккино из фильма «Доктор Стрэндж» (2016)[8].
2. ↑  Этот трек ссылается на «The Wanda Samba» из второго эпизода сериала «Ванда/Вижн», Кристен Андерсон-Лопес и Роберт Лопес.